# Chytonix poliosema
Chytonix poliosema là một loài bướm đêm trong họ Noctuidae.